# Marika Tandefelt

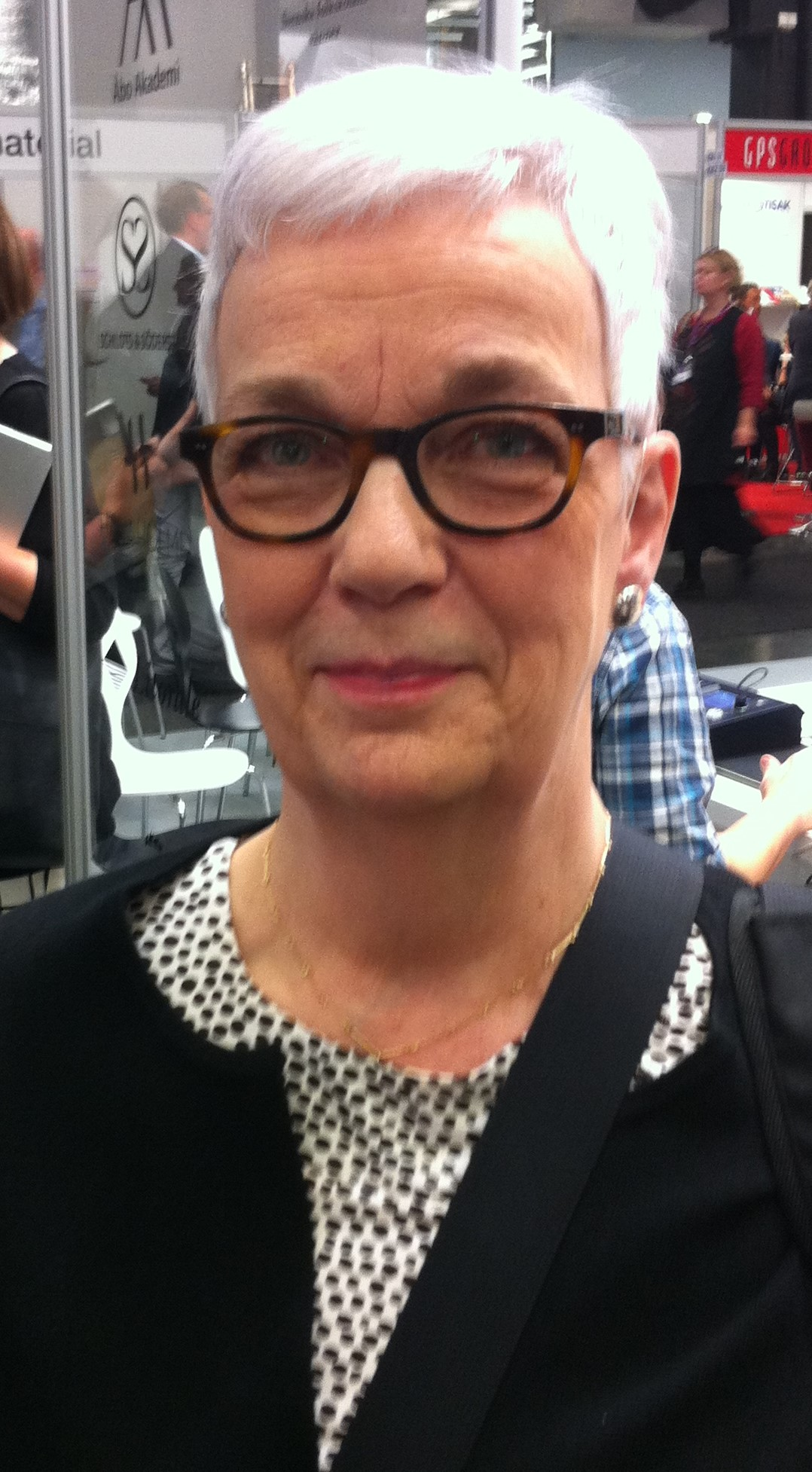
Marika Tandefelt auf der Göteborger Buchmesse 2017.

Marika Anna Birgitta Tandefelt (geboren 21. Dezember 1946 in Helsingfors) ist eine finnische Linguistin und emeritierte Hochschullehrerin sowie finnlandschwedische Autorin. 

## Leben und Wirken
Marika Tandefelt wurde in Helsingfors (finnisch Helsinki) als Tochter des Architekten Claus Tandefelt (1911–1996) geboren. 1988 wurde sie an der Universität Uppsala in Schweden promoviert und 1990 an der Åbo Akademi als Privatdozentin (schwedisch docent) ernannt. 1991 wurde sie als Professorin für Schwedisch an der Schwedischen Handelshochschule in Helsingfors (finnisch Helsinki) berufen und war in dieser Position bis 2014 tätig. 
Tandefelt ist besonders für ihre Forschung zur Mehrsprachigkeit und Sprachpflege bekannt. Viborgs fyra språk under sju sekel (2002) ist eine Monographie zur Geschichte der Sprachkontakte zwischen Deutsch, Schwedisch, Russisch und Finnisch in der südkarelischen Stadt Wiborg. In ihrem Buch Tänk om… (2003) schlägt sie ein Programm für die Bewahrung und Stärkung des Schwedischen im zweisprachigen Finnland vor. Sie war eine der Initiatoren zur Gründung der Hugo-Bergroth-Gesellschaft (Hugo Bergroth-sällskapet) 1992 und von 1994 bis 2008 Vorsitzende des „Schwedischen Sprachrats in Finnland“ (Svenska språknämnden i Finland). Von 1995 bis 2014 war sie Vorstandsmitglied der Schwedischen Literaturgesellschaft in Finnland. Seit 2004 ist sie auch als Vorsitzende des Vereins Teaterföreningen Lillan tätig,  ein Verein der Freunde und Unterstützer des finnlandschwedischen „Kleinen Theaters“ Lilla Teatern in Helsingfors. 
2019 erhielt sie den mit 100000 SEK dotierten Finnland-Preis der Schwedischen Akademie.
Die Historikerin Henrika Tandefelt (geb. 1972) ist Marika Tandefelts Tochter.

## Preise und Auszeichnungen (Auswahl)
- 2001 Erik Wellanders språkvårdspris
- 2002 Svenska Akademiens pris för språkforskning och språkvård
- 2007 Svenska folkskolans vänners kulturpris
- 2019 Finnland-Preis der Schwedischen Akademie

## Veröffentlichungen (Auswahl)
- 1988 Mellan två språk
- 1996 På vinst och förlust
- 2002 Viborgs fyra språk under sju sekel
- 2003 Tänk om…
- 2010–2017 Svenskan i Finland – i dag och i går (4 Bände, als Hrsg.)
- 2013 Prima vara! Språk- och stilhistoriska studier i finlandssvenska och sverigesvenska varuhusannonser under 1900-talet